# CBS-Lifteam
CBS-Lifteamは、1991年に設立された木材工学を専門とする、フランスとスイスに拠点を置く国際的なグループである。

## 歴史
CBS-Lifteam は木造建築を専門とする企業グループである。1991年にエンジニアのジャン＝リュック・サンドによってローザンヌで設立された。このグループは、植物由来の資源での建設方法の使用パイオニアである。そのスローガンは「より多くの技術で、より少ない材料で建設する」である。
同グループは、パリのConcept Bois Structure（CBS）とローザンヌのConcept Bois Technologie（CBT）という2つの設計に関する会社に続き、2005年にはサヴォワに木製部材工場Ecotimを、2006年には建設監理会社Lifteamを設立した。

## 事業構造

### 技術部門
CBTは、ローザンヌ連邦工科大学（EPFL） で当時同校の木材部門長であったジュリアス・ナッテラーの指導の下、ジャン＝リュック・サンドが同校で行った研究を実用分野に応用することを目指すスタートアップの継続である。同社は、超音波を使用して木材の強度を測定するSylvatest、水密度測定を使用して木製柱が使用中のままで状態を評価するPolux という2つの装置を開発した 。これらの装置は世界的に使用されている。

### 構造部門
このグループは、Dalle O'Portune や D-Dalle など、骨組みや床などの数々の構造システムを開発した。
卓越した技術をもち、木造建築プロジェクトの設計と最適化を専門とする組織である。性能、耐久性、美観の面での最高の要求を満たす能力で卓越しており、木造建築の野心的なプロジェクトの実現に貢献していることで知られる。

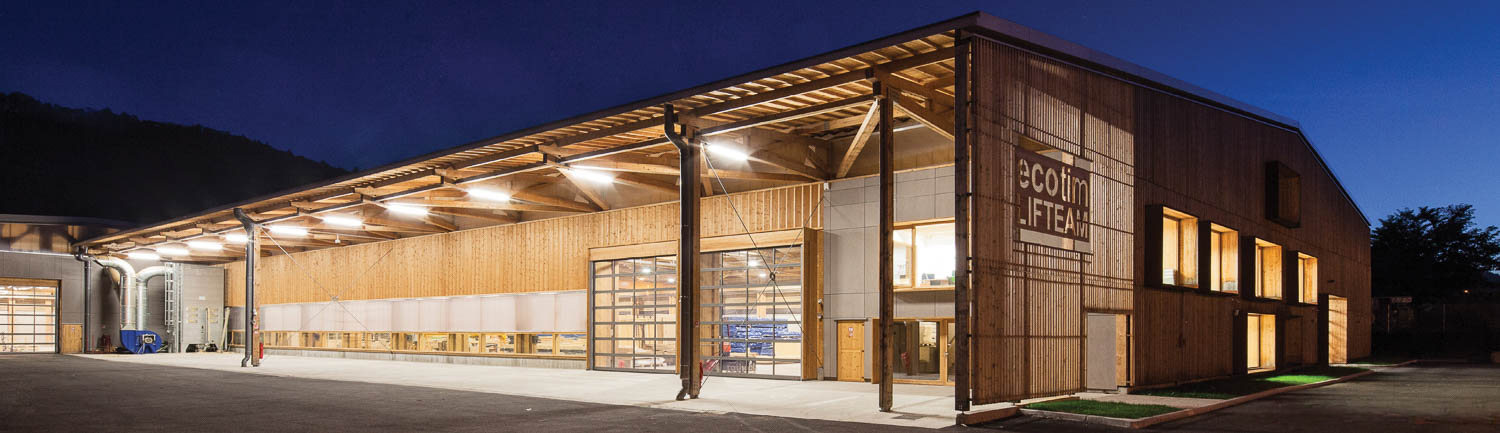
Ecotim

### 生産
ラ・ロシェットに建設された木製部材工場Ecotimは、面積4,900平方メートルに及ぶ生産施設である。 現在の建物は、2005年に建設され2010年に火災で焼失した2200平方メートルの工場の後に建てられた。
同グループはフランス領ギアナにも拠点を置き、2015年以降、フランス国立宇宙研究センター の建物など、現地の熱帯資材を使用して建設している。
2023年、同社はガイアナの木材産業関係者とともに国際木材建築フォーラムに参加する予定である。
CBS-Lifteam は、生物由来および地質由来の材料を使用する環境配慮型の建築分野でのパイオニアである。これらの分野における革新性と模範的なありかたで知られている。

## 財務データと従業員
同社の売上高は2018年に1,300万ユーロであった。 これは2019年には40%増加した。
同社の従業員数は2019年 および2022年末時点で120名であった

## 環境と人道への取り組み
2007年に国際連合欧州経済委員会に参加した。 2021年にはNGO団体と協力して、メキシコの移民向けのトレーニングコースを開始した。

## 受賞
革新的なプロジェクトと環境に対する配慮への功績により数々の賞を受賞している 。2023年にはグリーンソリューション賞が授与される予定である。